# Base Georg Forster
La Base Georg Forster (en alemán: Georg-Forster-Station) fue una estación de investigación permanente de la República Democrática Alemana ubicada en el oasis Schirmacher de la Tierra de la Reina Maud, en la Antártida. 
La Base Georg Forster fue la primera estación alemana en el continente antártico. El 21 de abril de 1976 fue puesta en funcionamiento la parte alemana de la estación de la Unión Soviética llamada Base Novolázarevskaya, ubicada a 1,5 km al oeste. El 25 de octubre de 1987 la base fue establecida de forma separada, y nombrada en homenaje a Georg Forster, compañero de viaje de James Cook, quien fue el primer alemán - el 17 de enero de 1775 - que arribó a tierras australes en las Georgias del Sur.
Las principales investigaciones realizadas en la base fueron sobre la atmósfera superior. Desde 1985 el enfoque de la investigación fue el estudio del el agujero de ozono. Tras la unificación de Alemania el 3 de octubre de 1990 la base continuó en funcionamiento hasta que el trabajo se interrumpió en febrero de 1993. La última invernada de la base fue en 1991-1992. 
De 1993 al 12 de febrero de 1996 la base fue desmontada en tres pasos y se liberó el campo de los residuos y desechos en estrecha colaboración con los rusos de la Base Novolázarevskaya. Todas las piezas han sido completamente desmanteladas y transportadas por barco.

## Sitio y Monumento Histórico
A propuesta y conservación de Alemania, en 2013 el sitio fue declarado Sitio y Monumento Histórico de la Antártida SMH-87 Ubicación de la primera estación de investigación alemana permanente ocupada en la Antártida, “Georg Forster”, en el oasis Schirmacher, Tierra de la Reina Maud bajo la protección del Tratado Antártico. 
El sitio quedó señalado mediante una placa de bronce conmemorativa fijada a la pared de una roca, que dice en idioma alemán: Antarktisstation Georg Forster 70° 46’ 39’’ S 11° 51’ 03’’ E von 1976 bis 1996.